# Mathieu Ier de Constantinople
Pour les articles homonymes, voir Mathieu Ier.
Mathieu Ier de Constantinople (en grec : Ματθαίος Α΄) est patriarche de Constantinople de 1397 à 1410.

## Biographie
Mathieu est élu grâce à l'appui de l'empereur Manuel II Paléologue en novembre 1397. En 1401, lorsque Tamerlan entre en guerre contre le sultan Bayezid Ier, Mathieu Ier, persuadé de la victoire des Turcs comme une majorité de la population pro-ottomane, est soupçonné de tractations secrètes avec l'ennemi. Il réussit à se disculper par une encyclique dans laquelle il évoque le déclin de la moralité de ses concitoyens en s'appuyant sur les Épîtres aux Corinthiens de saint Paul,.
Le patriarche est ensuite contesté pour son manque d'aptitude à remplir ses fonctions par son clergé appuyé par Jean VII Paléologue, qui met à profit l'absence de l'empereur parti en Occident depuis 1399 pour l'écarter. Quatre jours après son retour, le 14 juin 1403, Manuel II réussit par la force à contraindre les prélats à le rétablir.
Le patriarche Mathieu Ier meurt en août 1410.